# Mario Runco
Mario Runco Jr est un astronaute américain né le 26 janvier 1952.

## Vols réalisés
- 24 novembre 1991 : Atlantis (STS-44)
- 13 janvier 1993 : Endeavour (STS-54)
- 19 mai 1996 : Endeavour (STS-77)